# Seuil-d'Argonne
Seuil-d'Argonne là một commune thuộc tỉnh Meuse trong vùng Grand Est đông nam nước Pháp.